# Лінда Наґата
Лінда Наґата (англ. Linda Nagata, нар. 7 листопада 1960, Сан-Дієго, США) — американська письменниця у жанрі наукової фантастики та фентезі. Часто пише у напрямі нанопанк. Її повість «Богині» була першим онлайн-виданням, яке отримало премію «Неб'юла».

## Біографія
Лінда Наґата народилася 7 листопада 1960 у Сан-Дієго, штат Каліфорнія, США. Коли їй було 10 років, її сім'я переїхала в Оаху, штат Гаваї. Вона отримала ступінь бакалавру з зоології у Гавайському університеті в Маноа до того, як переїхала до острова Мауї, де вона й досі живе зі своєю сім'єю.
Наґата почала писати після закінчення університету та опублікувала своє перше оповідання у 1987 році. Зараз вона публікується під своїм власним імпринтом «Mythic Island Press, LLC.», який випускає електронні та паперові книжки.
Написала серію книг «Розповіді про Загадкові землі» (англ. Stories of the Puzzle Lands) під псевдонімом Трей Шілс (англ. Trey Shiels).
Наґата найбільш відома своєю серією про нанотехнології (англ. Nanotech Succession), яка вважається зразком жанру нанопанк.

## Визнання
- 1996 — Премія «Локус» за найкращий дебютний роман за роман «Творець Бору» (англ. The Bohr Maker)[5]
- 2000 — Премія «Неб'юла» за найкращу повість за повість «Богині» (англ. Goddesses)[5]
- 2004 — Номінація на Меморіальну премію імені Джона Кемпбелла за роман «Пам'ять» (англ. Memory)
- 2013 — Номінація на премію «Неб'юла» за найкращий роман за роман «Червоний: перше світло» (англ. The Red: First Light)
- 2014 — Номінація на Меморіальну премію імені Джона Кемпбелла за роман «Червоний: перше світло» (англ. The Red: First Light)
- 2016 — Номінація на Меморіальну премію імені Джона Кемпбелла за роман «Занурюючись у темряву» (англ. Going Dark)

## Твори

### Романи

#### Окремі романи
- 2001 — «Межа зору[en]» (англ. Limit of Vision)
- 2003 — «Пам'ять» (англ. Memory)
- 2011 — «Небесне тіло 3270a» (англ. Skye Object 3270a)
- 2017 — «Останній хороший чоловік» (англ. The Last Good Man)

#### Серія нанотехнологій
- 1995 — «Творець Бору» (англ. The Bohr Maker)
- 1995 — «Техно-рай» (англ. Tech-Heaven)
- 1997 — «Колодязь обману» (англ. Deception Well)
- 1998 — «Незміренний» (англ. Vast)

#### Розповіді про Загадкові землі
- 2012 — «Жахливий молот» (англ. The Dread Hammer)
- 2012 — «Вартівник Хепен» (англ. Hepen the Watcher)

#### Червоний
- 2013 — «Червоний: перше світло» (англ. The Red: First Light)
- 2015 — «Випробування» (англ. The Trials)
- 2015 — «Занурюючись у темряву» (англ. Going Dark)

### Збірки
- 2011 — «Богині та інші оповідання» (англ. Goddesses and Other Stories)
- 2013 — «Два оповідання: Нахіку Вест та Темна сторона Каллісто» (англ. Two Stories: Nahiku West & Nightside on Callisto)

### Оповідання
- 1993 — «Визволитель» (англ. Liberator)
- 2012 — «Темна сторона Каллісто» (англ. Nightside on Callisto)
- 2012 — «Момент до удару» (англ. A Moment Before It Struck)
- 2013 — «Крізь твої очі» (англ. Through Your Eyes)
- 2013 — «У темряві» (англ. Out in the Dark)
- 2014 — «Кодове ім'я: Делфі» (англ. Codename: Delphi)
- 2014 — «Ставлення» (англ. Attitude)[6]